# Dutchbatt
Dutchbatt (Dutch Infantry Battalion) was een Nederlands infanteriebataljon dat de bijdrage vormde aan de VN-vredesmacht in Libanon, UNIFIL. Het personeel voor Dutchbatt werd geleverd door het 44e Pantserinfanteriebataljon Regiment Infanterie Johan Willem Friso, dat in 1965 werd aangewezen als permanent VN-bataljon. Van maart 1979 tot november 1983 leverde Nederland een bataljon onder de naam Dutchbatt. In november 1983 werd de Nederlandse bijdrage aan UNIFIL sterk gereduceerd tot de grootte van een compagnie, Dutchcoy (Dutch Infantry Company), eind oktober 1985 werd de Nederlandse bijdrage aan UNIFIL beëindigd en werd Dutchcoy teruggetrokken.

## Aanleiding
In 1975 brak de Libanese Burgeroorlog uit. In 1978 vielen strijders van de PLO, die bases had in Zuid-Libanon, steden in Israël aan, waarna het Israëlische defensieleger Zuid-Libanon binnenviel om deze aanvallen te beëindigen (Operatie Litani). Als reactie hierop tekende de Libanese regering protest aan bij de Veiligheidsraad van de Verenigde Naties, die daarop een tweetal resoluties aannam: Resolutie 425 en Resolutie 426 waarbij Israël werd opgeroepen de vijandelijkheden te staken en zich terug te trekken uit Zuid-Libanon. Een VN-vredesmacht, UNIFIL, werd opgericht om toezicht te houden op de terugtrekking van de Israëlische troepen en de vrede en veiligheid in Zuid-Libanon te bevorderen. Als gevolg van de besluiten van Frankrijk en Iran om hun bijdrage aan UNIFIL te beëindigen, vroeg de Secretaris-generaal van de Verenigde Naties, Kurt Waldheim in januari 1979 aan Nederland om een infanteriebataljon bij te dragen aan UNIFIL. Na een verkenning eind januari 1979 kwamen in februari 1979 de eerste Nederlandse kwartiermakers van Dutchbatt aan in Libanon.

## Dutchbatt 1979-1983

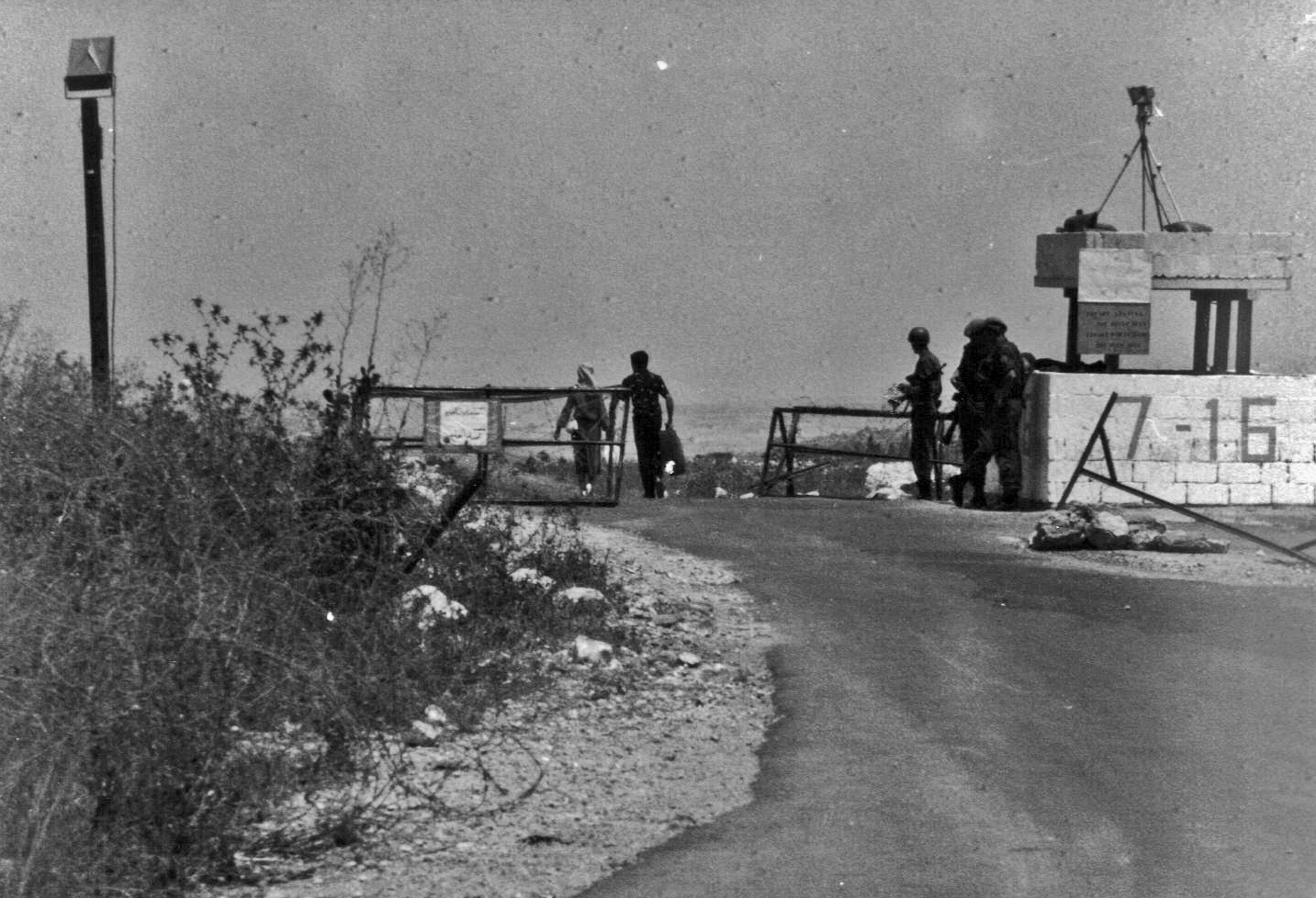
Dutchbatt checkpoint 7-16 nabij Al-Yatun, 1981

Dutchbatt kreeg als opdracht het bezetten, beveiligen en bewaken van de aan het bataljon toegewezen sector. Deze sector, waar tot aan de komst van Dutchbatt een Frans UNIFIL-bataljon gelegerd was, was een gebied van 15 km breed en 8 km diep en lag in het zuiden van het totale door UNIFIL gecontroleerde gebied. In het westen werd de Dutchbatt-sector begrensd door de Middellandse Zee. In het oosten van de sector lag het stadje Haris waar het bataljonshoofdkwartier werd gevestigd. In het zuiden grensde het Dutchbatt-vak aan een gebied dat gecontroleerd werd door de Defacto Forces (DFF), een pro-Israëlische christelijke militie onder leiding van majoor Haddad, in het noorden bevonden zich de bataljons van Fiji (Fijibatt) en Senegal (Senbatt), en in het oosten bevond zich het bataljon van Ierland (Irishbatt). De belangrijkste taak van Dutchbatt was om infiltraties van de DFF, Palestijnse strijders en het Israëlische leger te voorkomen. Hiertoe werden wegversperringen en observatieposten ingericht en patrouilles uitgevoerd.
Om haar taak te kunnen uitvoeren was Dutchbatt opgebouwd uit een staf- en stafverzorgingscompagnie, een pantserondersteuningscompagnie, twee infanteriecompagnieën en een aanvullingsdetachementencompagnie met daarin o.a. genie, geneeskundig personeel en Koninklijke Marechaussee. De infanteriecompagnieën waren uitgerust met de DAF YP-408. Verder bestond de bewapening uit 120 mm mortieren en TOW-antitankraketten. In totaal bestond het bataljon uit meer dan 800 militairen. Daarnaast leverde Nederland enkele militairen aan het UNIFIL-hoofdkwartier in Naqoura.
Als gepantserde eenheid leverde Dutchbatt ook een bijdrage aan de reserve van UNIFIL, de Force Mobile Reserve (FMR). Deze werd vooral ingezet om te imponeren. Bij een tweetal incidenten werd de Dutchbatt-bijdrage aan de FMR voor dat doel ingezet: bij het afschrikken van een Israëlische actie op 9 mei 1979 bij het plaatsje Shaqra in de sector van het Ierse bataljon en in april 1980, toen troepen van majoor Haddad nabij At Tiri (eveneens in het Ierse gebied) een observatiepost trachtten in te richten.

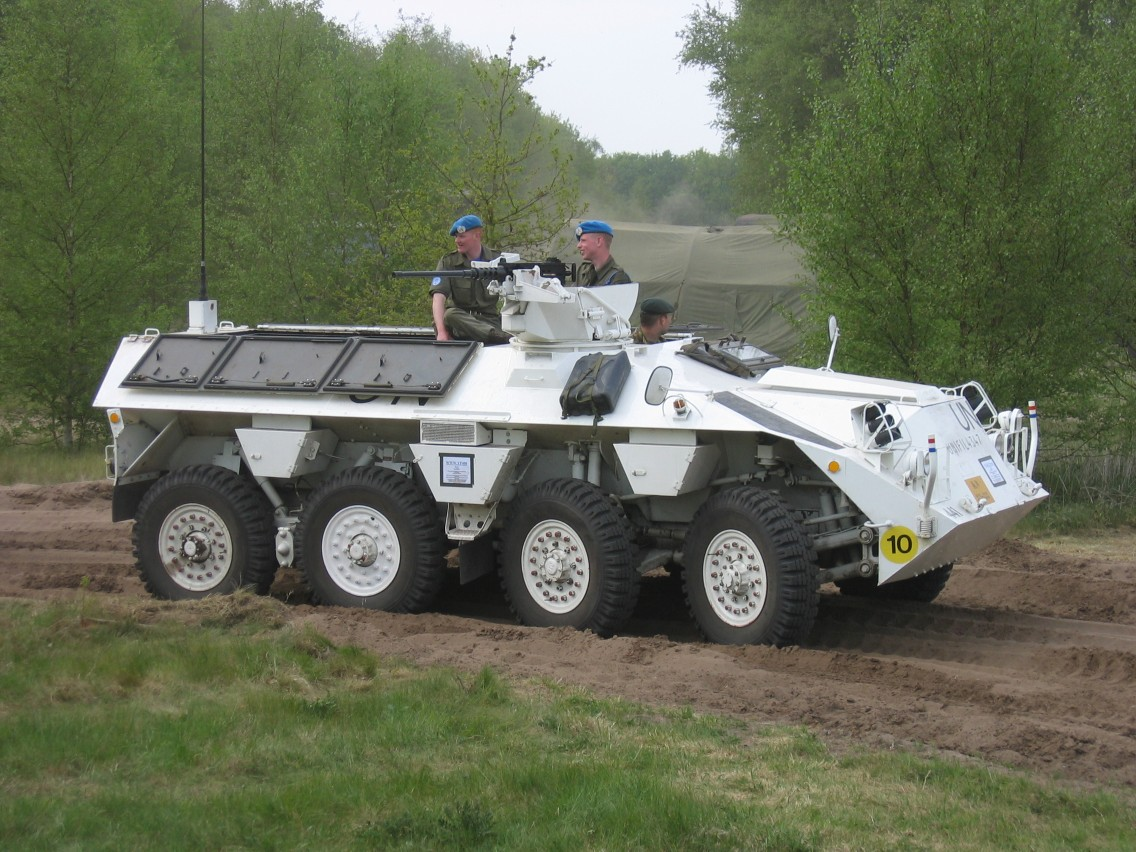
DAF YP-408 zoals destijds ingezet in Libanon

Meestal speelde zich er een kat-en-muisspel af tussen UNIFIL en infiltrerende troepen van de Israëli's, majoor Haddad of de PLO. UNIFIL probeerde met wisselend succes de infiltraties tegen te gaan of te vertragen door het inzetten van wegversperringen, observatieposten en patrouilles. Hierbij was regelmatig sprake van beschietingen door infiltranten in de buurt van, of zelfs rechtstreeks op, posities van UNIFIL om UNIFIL-militairen te intimideren. Eenmaal reed een Nederlandse 3-tonner op een mijn waarbij de dienstplichtig sergeant P.W. de Koning om het leven kwam en enkele anderen lichtgewond raakten. De situatie verslechterde na de grootschalige Israëlische inval in Libanon op 6 juni 1982. Gezien hun peacekeeping-taak hadden de UNIFIL-troepen de opdracht om niet het gevecht aan te gaan maar slechts te rapporteren en, waar mogelijk, een aanval met vreedzame middelen te stoppen of te vertragen. Dit had weinig succes. Met de bezetting van Zuid-Libanon door Israël kwam een einde aan de aanvankelijke rol van UNIFIL.

## Dutchcoy 1983-1985
Als gevolg van de Israëlische inval in 1982 was de situatie ontstaan dat UNIFIL in door Israël gecontroleerd gebied haar taak moest uitvoeren, wat in feite niet mogelijk was. UNIFIL verlegde haar taak naar hulpverlening aan de plaatselijke bevolking. Als gevolg hiervan besloot de Nederlandse regering op 20 juni 1983 om per 19 oktober 1983 de bijdrage aan UNIFIL te beëindigen. Hierop oefenden de Verenigde Naties, Amerika en een aantal Arabische landen druk uit op Nederland om toch te blijven. Op het laatste moment, op 27 september 1983, ging het kabinet overstag: de bijdrage aan UNIFIL zou worden voortgezet maar met een veel kleiner contingent: een eenheid van compagniesgrootte, de “Dutch Infantry Company” (Dutchcoy). Deze nieuwe eenheid kreeg een deel van de voormalige sector van Dutchbatt toegewezen, het meest westelijk gelegen gedeelte. Het overige gedeelte werd opgedeeld tussen Fijibatt (het centrale gedeelte) en Irishbatt (het meest oostelijk gelegen gedeelte). In het overgebleven gebied zette Dutchcoy de taken van het voormalige Dutchbatt voort, waarbij incidenten bij infiltraties niet uitbleven.
De verlenging van de deelname aan UNIFIL door Nederland in de vorm van Dutchcoy was in eerste instantie tot 19 april 1984. Daarna verlengde de Nederlandse regering de deelname nog enige malen, maar vanwege de verslechterde situatie in Libanon nam ze uiteindelijk op 4 oktober 1985 het besluit om de deelname aan UNIFIL te beëindigen. Dutchcoy droeg haar taken over aan Fijibat en op 24 oktober 1985 verliet de hoofdmacht Libanon. Op 6 november verliet de laatste Nederlandse UNIFIL-militair Libanon, waarmee een voorlopig einde kwam aan de Nederlandse deelname aan UNIFIL. Later maakte van 15 september 2006 t/m 1 maart 2008 een Nederlands fregat nog deel uit van de Maritime Task Force van UNIFIL.
In totaal namen 9084 Nederlandse militairen deel aan Dutchbatt en Dutchcoy. Negen van hen kwamen tijdens de missie om het leven. Dutchbatt/Dutchcoy ontving een aantal collectieve onderscheidingen: in maart 1981 ontving Dutchbatt de Prins Mauritsmedaille en op 21 oktober 1983 ontving het gehele Nederlandse UNIFIL-contingent het Bronzen Schild van de Bevelhebber der Landstrijdkrachten, luitenant-generaal Roos. Ook werd in januari 1986 de Carnegie Wateler Vredesprijs toegekend. Individuele militairen ontvingen voor hun deelname aan de missie de Nederlandse Herinneringsmedaille VN-Vredesoperaties en de Medaille voor Vredesmissies van de Verenigde Naties tijdens de uitzending. In 2015 is besloten dat het Draaginsigne Nobelprijs VN-militairen uitgereikt zou worden. Dit n.a.v. de toekenning van de Nobelprijs voor de Vrede in 1988. Uitgezonden militairen die hiervoor in aanmerking komen kunnen dit Draaginsigne aanvragen bij het Veteraneninstituut.